# グルタチオン-ホモシスチントランスヒドロゲナーゼ
グルタチオン-ホモシスチントランスヒドロゲナーゼ（glutathione-homocystine transhydrogenase）は、システイン、メチオニン、グルタチオン代謝酵素の一つで、次の化学反応を触媒する酸化還元酵素である。
2 グルタチオン + ホモシスチン {\displaystyle \rightleftharpoons } グルタチオンジスルフィド + 2 ホモシステイン
反応式の通り、この酵素の基質はグルタチオンとホモシスチン、生成物はグルタチオンジスルフィドとホモシステインである。
組織名はglutathione:homocystine oxidoreductaseである。